# هوبره سیاه جنوبی
هوبره سیاه جنوبی (نام علمی: Afrotis afra) نام یک گونه از سرده هوبره‌های آفریقا است.